# Shermaine Martina
Shermaine Dacildes Efraim Martina (Willemstad, 14 april 1996) is een Nederlands voetballer van Curaçaose afkomst die doorgaans als middenvelder speelt. Martina debuteerde in 2018 in het Curaçaos voetbalelftal. Hij heeft een tweelingbroer die ook betaald voetbal speelt, Shermar Martina.
Hij stroomde in 2015 door vanuit de jeugd van MVV Maastricht. Medio 2020 liep zijn contract af. In maart 2021 verbond Martina zich aan het Amerikaanse North Carolina FC dat uitkomt in de USL League One.